# روبنس سالس
روبنس سالس (انگلیسی: Rubens Salles; ۱۴ اکتبر ۱۸۹۱ – ۲۱ ژوئیهٔ ۱۹۳۴) بازیکن و مربی فوتبال اهل برزیل بود.
وی همچنین در تیم ملی فوتبال برزیل بازی کرده است.